# Lee Kinsolving
Lee Kinsolving, właśc. Arthur Lee Kinsolving Jr. (ur. 30 sierpnia 1938 w Bostonie w Massachusetts, zm. 4 grudnia 1974 w Palm Beach na Florydzie) – amerykański aktor. Za rolę Sammy’ego Goldena w dramacie Delberta Manna Ciemność na szczycie schodów (1960) został nominowany do Złotego Globu dla najlepszego aktora drugoplanowego.